# Air Albania
Air Albania es la aerolínea de bandera de Albania. La aerolínea mantiene su centro y la sede de la compañía en el Aeropuerto Internacional Madre Teresa en el pueblo de Rinas, condado de Tirana, Albania. Fundada en 2018, opera servicios aéreos programados para pasajeros a diez destinos en Europa.

## Historia
La anterior aerolínea de bandera nacional de Albania, Albanian Airlines, quedó extinguida cuando el gobierno albanés revocó su licencia para operar en Albania el 11 de noviembre de 2011. 
El primer ministro albanés, Edi Rama, anunció en una entrevista con Enver Robelli el 30 de marzo de 2017 que el gobierno albanés tenía previsto crear una "aerolínea en Albania con la cooperación de Turkish Airlines". El 8 de mayo de 2017, Rama e İlker Aycı, director ejecutivo de Turkish Airlines, emitieron un comunicado de prensa conjunto, declarando que se estaba trabajando en una aerolínea con sede en Albania, con el apoyo del presidente turco Recep Tayyip Erdoğan.  Más tarde se reveló que la fundación de Air Albania también estaba vinculada a la creación de un aeropuerto internacional en Vlorë, también planificada en cooperación con el gobierno turco. Rama había revelado el nombre de la nueva aerolínea, Air Albania, el 21 de noviembre de 2017.
Air Albania fue fundada el 16 de mayo de 2018 por un consorcio liderado por los gobiernos de Albania y Turquía en el marco de una asociación público-privada. Turkish Airlines, socio fundador, posee el 49,12% de Air Albania. El 50,88 por ciento restante se cotiza en bolsa, actualmente dividido entre Albcontrol, una empresa propiedad del gobierno albanés, con aproximadamente el 10 por ciento y MDN Investment, una empresa privada en Albania, con aproximadamente el 41 por ciento de las acciones. La autoridad nacional de competencia de Albania autorizó la creación de la aerolínea en septiembre de 2018. Un Airbus A319 alquilado por Turkish Airlines operó el vuelo inaugural de la aerolínea en abril de 2019.
La Administración de Seguridad Aérea de la Unión Europea (EASA) otorgó a Air Albania un certificado de Operador de Tercer País (TCO) el 8 de mayo de 2020. Esto significa que Air Albania ahora puede operar vuelos entre Albania y la E.E.U.U.

## Destinos
Air Albania opera los siguientes destinos:
| Países  | Destinos    | Aeropuerto                              | Notas      |
| ------- | ----------- | --------------------------------------- | ---------- |
| Albania | Tirana      | Aeropuerto Internacional Madre Teresa   | HUB        |
| Albania | Kukës       | Aeropuerto de Kukës                     | Estacional |
| Francia | Saint-Louis | Aeropuerto de Basilea-Mulhouse-Friburgo | Estacional |
| Italia  | Bolonia     | Aeropuerto de Bolonia                   |            |
| Italia  | Milán       | Aeropuerto de Milán-Malpensa            |            |
| Italia  | Pisa        | Aeropuerto de Pisa                      |            |
| Italia  | Verona      | Aeropuerto de Verona-Villafranca        |            |
| Turquía | Ankara      | Aeropuerto Internacional Esenboğa       |            |
| Turquía | Antalya     | Aeropuerto de Antalya                   | Estacional |
| Turquía | Esmirna     | Aeropuerto de Esmirna-Adnan Menderes    |            |
| Turquía | Estambul    | Aeropuerto de Estambul                  |            |

## Flota

### Flota actual
La flota de Air Albania consiste en las siguientes aeronaves:
| Aeronaves       | En servicio | Pedidos | Pasajeros                                              | Pasajeros                                              | Pasajeros                                              | Matrículas                                             | Antigüedad                                             |
| Aeronaves       | En servicio | Pedidos | C                                                      | Y                                                      | Total                                                  | Matrículas                                             | Antigüedad                                             |
| --------------- | ----------- | ------- | ------------------------------------------------------ | ------------------------------------------------------ | ------------------------------------------------------ | ------------------------------------------------------ | ------------------------------------------------------ |
| Airbus A320-200 | 2           | —       | 8                                                      | 172                                                    | 180                                                    | ZA-MMK                                                 | 15,9 años                                              |
| Airbus A320-200 | 2           | —       | 8                                                      | 172                                                    | 180                                                    | ZA-ASM                                                 | 12,8 años                                              |
| Total           | 2           | —       | Edad media de la flota (septiembre de 2024): 14,4 años | Edad media de la flota (septiembre de 2024): 14,4 años | Edad media de la flota (septiembre de 2024): 14,4 años | Edad media de la flota (septiembre de 2024): 14,4 años | Edad media de la flota (septiembre de 2024): 14,4 años |

### Flota histórica
| Aeronaves      | Total | Introducido | Retirado | Matrículas        |
| -------------- | ----- | ----------- | -------- | ----------------- |
| Airbus A319    | 1     | 2019        | 2024     | ZA-BEL «Lasgushi» |
| Boeing 737-800 | 1     | 2019        | 2021     | TC-JZG «Migjeni»  |

## Controversias
La controversia detrás de la fundación de la aerolínea estalló cuando se descubrió que el socio fundador MDN Investment se había fundado 9 días antes, el 7 de mayo de 2018. Turkish Airlines contribuyó con 30 millones de dólares en su puesta en marcha. Además, el 16 de mayo de 2018, el gobierno albanés había cedido el control del terreno en el que se construyó el Aeropuerto Internacional Madre Teresa a Albcontrol para participar en la asociación público-privada.  Debido a la falta de comentarios públicos, Albania puede haber violado el Acuerdo de Estabilización y Asociación que había firmado durante su proceso de adhesión a la Unión Europea.
- Datos: Q55075006
- Multimedia: Air Albania / Q55075006